# Głóg

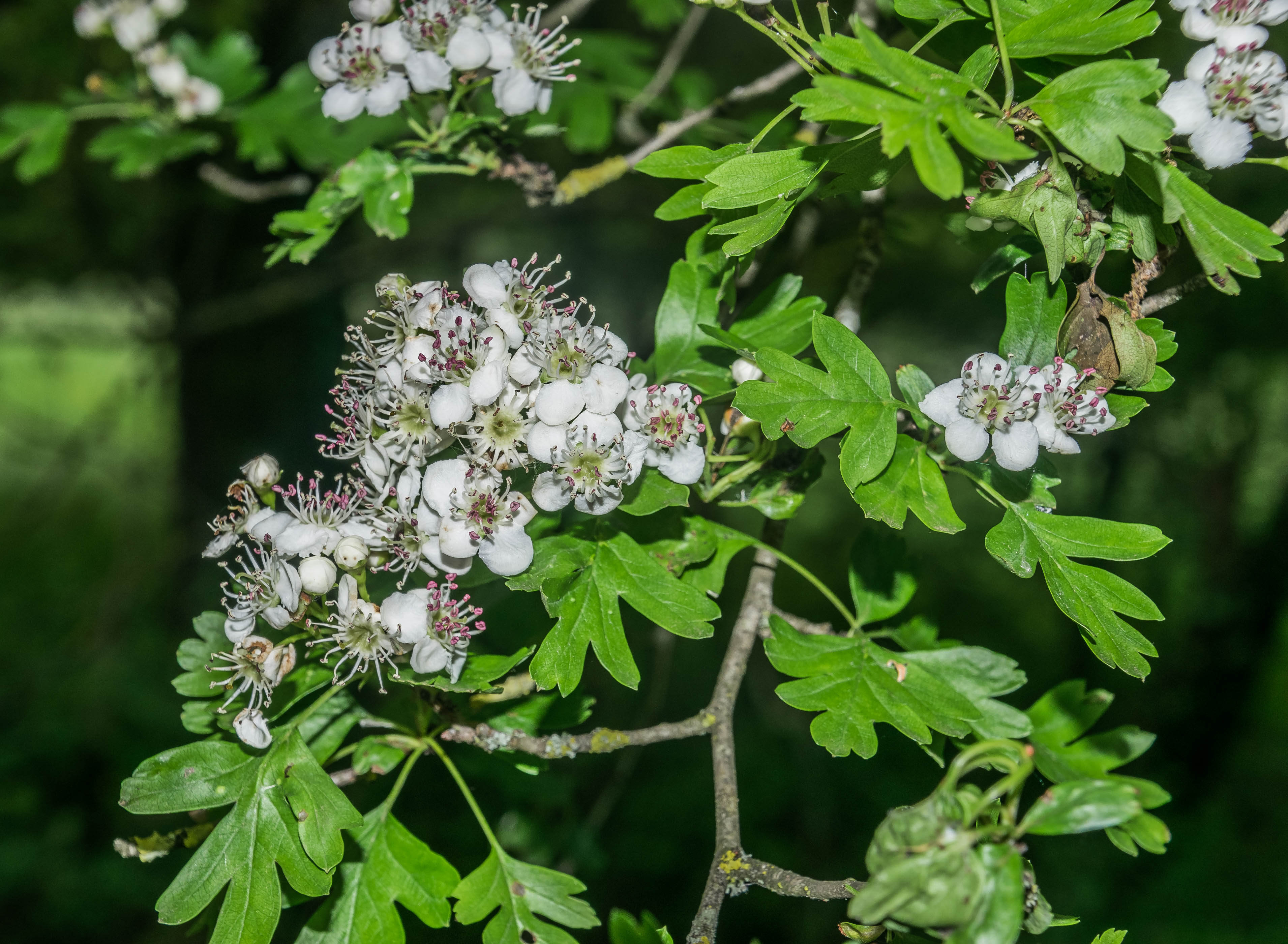
Kwiaty głogu jednoszyjkowego

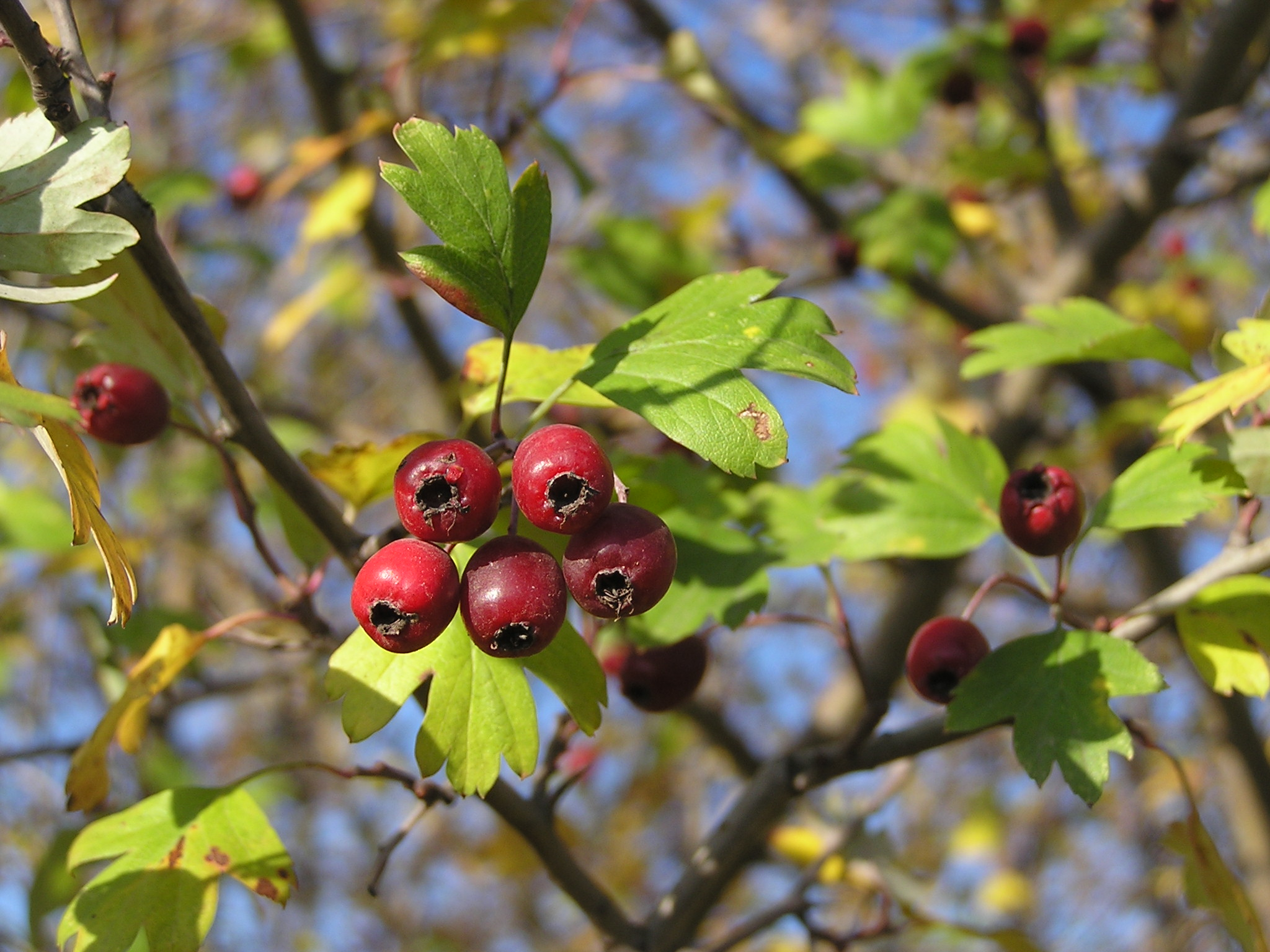
Owoce głogu jednoszyjkowego

Głóg (Crataegus L.) – rodzaj roślin należący do rodziny różowatych (Rosaceae). Do rodzaju zaliczanych jest ok. 217–230 gatunków, ale według niektórych ujęć – co najmniej tysiąc. Zasięg rodzaju obejmuje strefę umiarkowaną na półkuli północnej, przy czym centrum zróżnicowania stanowi Ameryka Północna, gdzie rośnie 169 gatunków. W Europie obecnych jest 21 gatunków, z czego w Polsce naturalnie rosną: głóg dwuszyjkowy C. laevigata, jednoszyjkowy C. monogyna, odgiętodziałkowy C. rhipidophylla oraz mieszańce – głóg wielkoowocowy C. ×macrocarpa, pośredni C. ×media i nierównoząbkowy C. ×subsphaericea. Jako zdziczałe i zadomowione wymieniane są: głóg ałtajski C. chlorocarpa, głóg wachlarzowaty C. flabellata i głóg szkarłatny (szypułkowy) C. coccinea.
Liczne gatunki są wykorzystywane jako lecznicze i jadalne, uprawiane są także jako ozdobne, wykorzystywane jest ich drewno.
W Polsce głóg nosi nazwy ludowe: babi mąka, ptôszi chléb, zajęcze gruszki, kolidupa, diobli gruszki.

## Morfologia

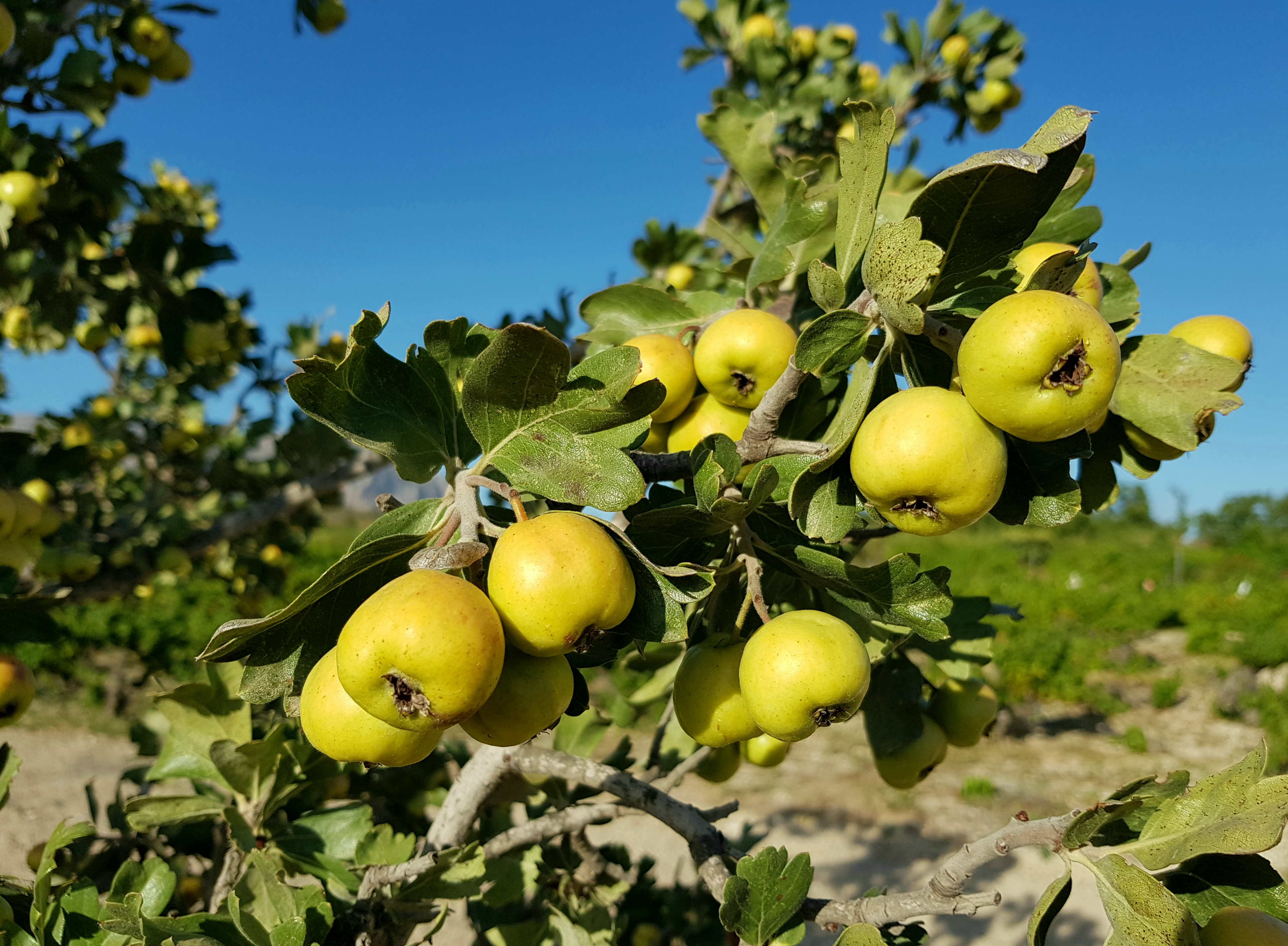
Owoce głogu owocowego

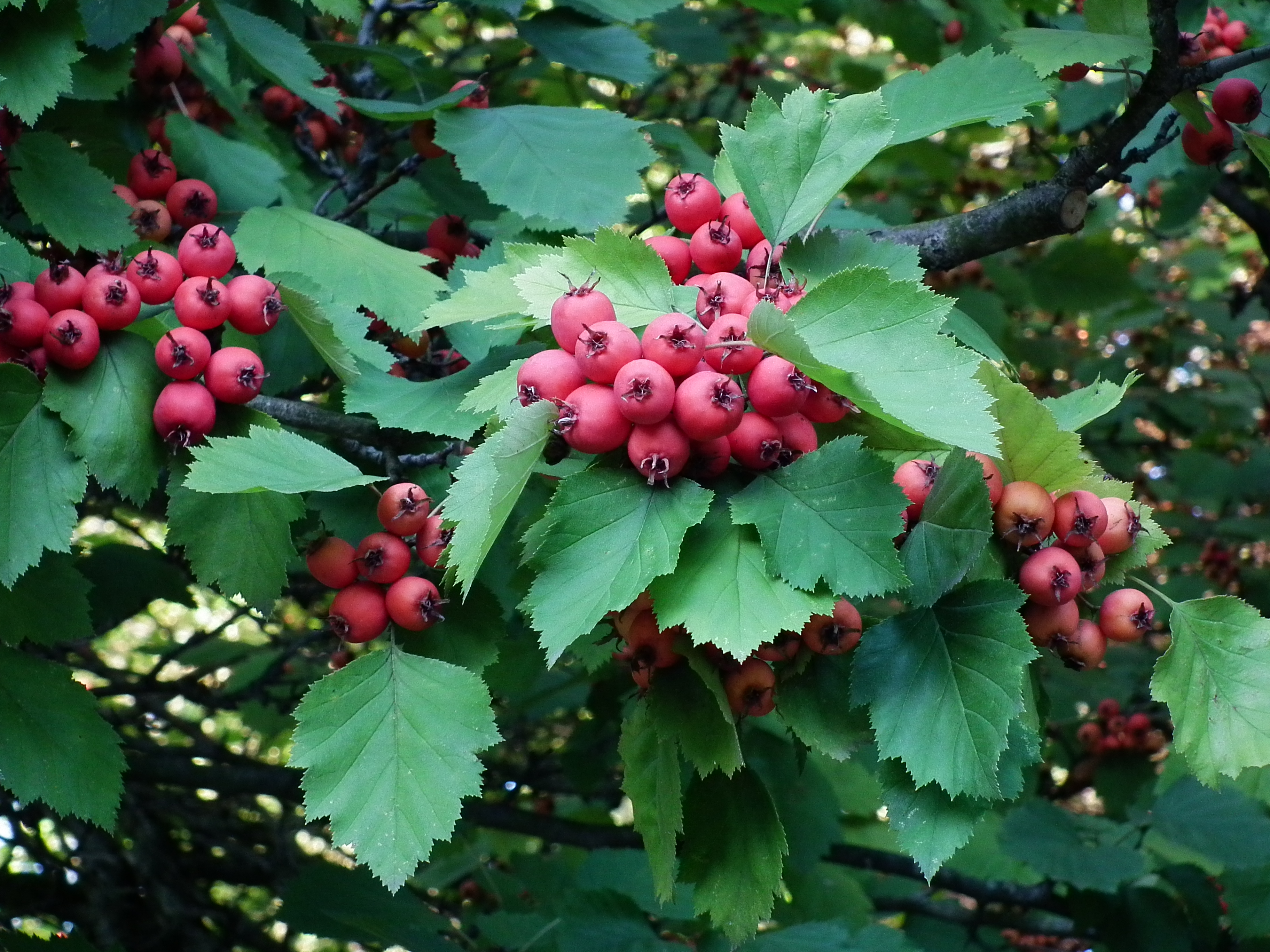
Owocujący głóg szkarłatny

PokrójZwykle duże krzewy i niewielkie drzewa osiągające 3–12 m wysokości, rzadziej (np. C. cuneata) niskie krzewy do 1,5 m wysokości. Pędy zróżnicowane są na krótko- i długopędy, są nagie lub w pierwszym roku owłosione, pokryte cierniami osiągającymi od 1 do 6 cm, rzadko do 10 cm długości, czasem rozgałęzionymi. Starsze, drzewiaste okazy często z pniem pojedynczym, osiągającym do 0,5 m średnicy, często nieregularnym, falistym, pokrytym korą łuskowatą lub tarczkowatą.
LiścieSezonowe (u gatunków południowych często zimotrwałe), pojedyncze, skrętoległe, ogonkowe, wsparte okrągławymi lub sierpowatymi, wolnymi przylistkami, odpadającymi wcześniej lub razem z liśćmi. Blaszka w ogólnym zarysie jajowata do wąskoeliptycznej, rzadko całobrzega, zazwyczaj piłkowana i wcinana, bardzo często klapowana, rzadko pierzasto złożona. Osiąga zwykle 2–8 cm długości.
KwiatyZwykle zebrane w złożone baldachogrona, rzadziej pojedyncze lub po kilka w pęczkach. Hypancjum w kształcie odwróconego stożka o średnicy 2–6 mm. Działek kielicha jest 5, są one rozpostarte, trójkątne. Płatków korony jest także 5, są one zwykle białe, rzadko kremowe lub różowe, zazwyczaj zaokrąglone, rzadziej eliptyczne. Cała korona osiąga średnicy od 8 do 25 mm. Pręciki, których jest zwykle 5–20, rzadko więcej, są krótsze od płatków. Zalążnie tworzy 1–5 owocolistków przyległych częściowo do hypancjum, tworzących odpowiadającą liczbie owocolistków liczbę szyjek słupka. W każdym owocolistku powstają dwa zalążki.
OwocePozorne określane mianem głogowatych – ich nibyowocnia powstaje z mięśniejącego dna kwiatowego, otaczającego właściwe owoce – jednonasienne, twarde orzeszki zwane „nasionami” lub „pestkami”. Owoce pozorne są kulistawe, jajowate, elipsoidalne lub gruszkowate o średnicy zwykle 6–20 mm, czasem większe, zwłaszcza u kultywarów, po dojrzeniu barwy żółtej, czerwonej lub czarnej. Na szczycie zwykle z trwałymi, rozpostartymi lub wzniesionymi działkami i zwykle też słupkami szyjka. W każdym owocu pozornym rozwija się od 1 do 5 orzeszków.

## Systematyka
Pozycja systematyczna

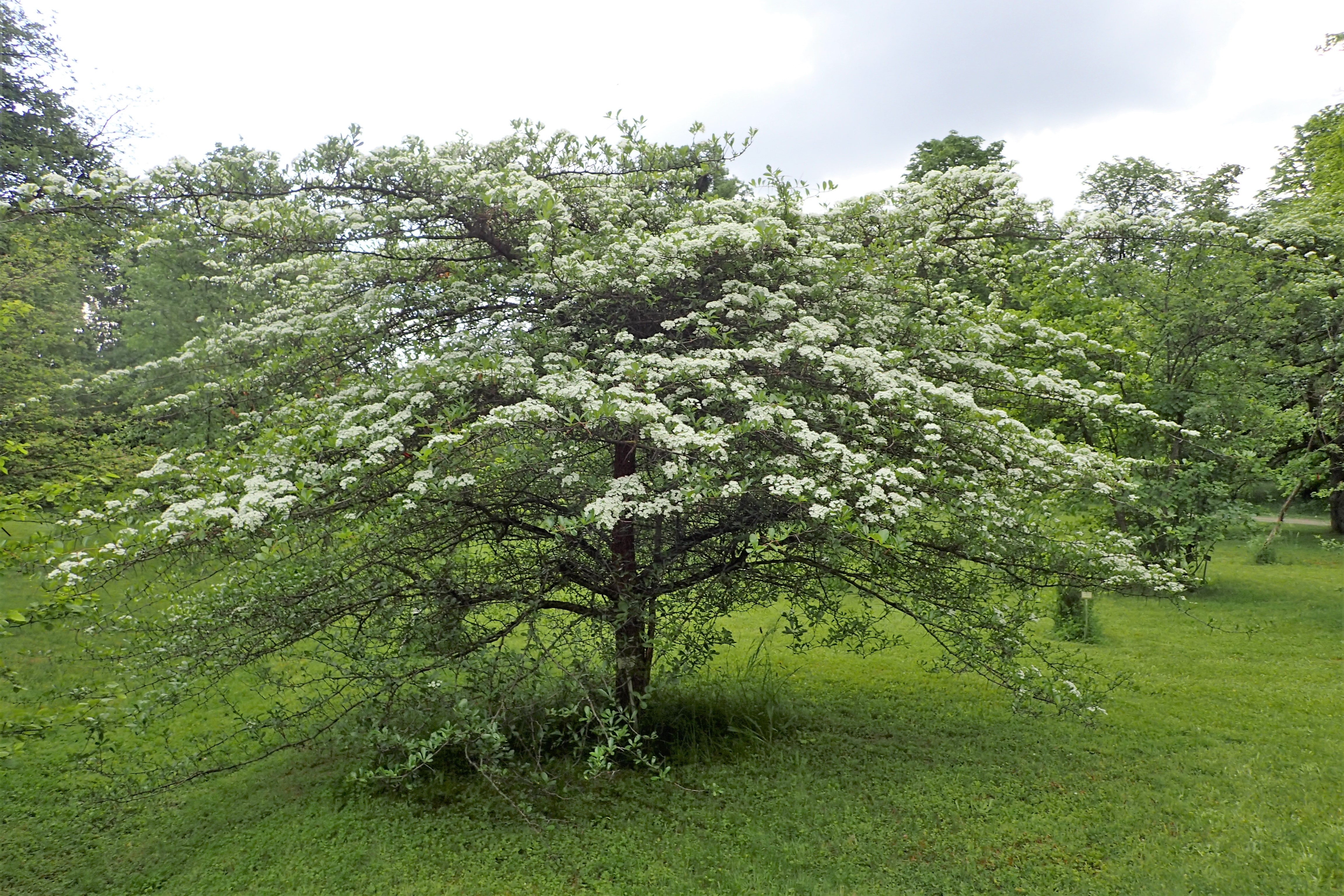
Pokrój głogu ostrogowego

Rodzaj z plemienia Pyreae, podrodziny Spiraeoideae (dawniej Pomoideae) z rodziny różowatych Rosaceae lub (w innym ujęciu) do podplemienia Malinae, plemienia Maleae, podrodziny Amygdaloideae w tej samej rodzinie.
W obrębie rodzaju pozycję bazalną lub blisko bazalnej zajmuje nieszpułka zwyczajna Crataegus germanica, w różnych ujęciach włączany tutaj lub wyodrębniany w osobny, monotypowy rodzaj, wóczas jako Mespilus germanica. Poza tym głóg spokrewniony jest blisko z rodzajami ognik Pyracantha i głogownik Photinia.
Klasyfikację w obrębie rodzaju utrudnia występowanie obok łatwo krzyżujących się gatunków diploidalnych rozmnażających się po zapyleniu krzyżowym, wielkiej liczby triploidów rozmnażających się apomiktycznie, samopylnych i faktultatywnie apomiktycznych tetraploidów oraz kompleksów gatunków blisko spokrewnionych, na wczesnym etapie specjacji, wciąż tworzących liczne krzyżówki między sobą.
Wykaz gatunków
- Crataegus acutifolia Sarg.
- Crataegus aestivalis (Walter) Torr. & A.Gray – głóg letni
- Crataegus alabamensis Beadle
- Crataegus × albanica Pojark.
- Crataegus allecta Sarg. – głóg dobrany
- Crataegus alleghaniensis Beadle
- Crataegus ambigua C.A.Mey. ex A.K.Becker – głóg wątpliwy
- Crataegus × amicta Ashe
- Crataegus × anamesa Sarg.
- Crataegus aprica Beadle
- Crataegus aquacervensis J.B.Phipps & R.O'Kennon
- Crataegus × armena Pojark. – głóg armeński
- Crataegus ashei Beadle
- Crataegus atrorubens Ashe
- Crataegus atrovirens J.B.Phipps & R.O'Kennon
- Crataegus aurantia Pojark.
- Crataegus aurescens J.B.Phipps
- Crataegus austromontana Beadle
- Crataegus azarolus L. – głóg owocowy
- Crataegus baroussana Eggl.
- Crataegus beadlei Ashe
- Crataegus beata Sarg.
- Crataegus berberifolia Torr. & A.Gray – głóg berberysowaty
- Crataegus × bicknellii (Eggl.) Eggl.
- Crataegus × bornmuelleri Zabel ex K.I.Chr. & Ziel.
- Crataegus brachyacantha Sarg. & Engelm.
- Crataegus brazoria Sarg.
- Crataegus × brevipes Peck
- Crataegus calpodendron (Ehrh.) Medik. – głóg gruszolistny
- Crataegus × canescens (J.B.Phipps) T.A.Dickinson & E.Y.Y.Lo
- Crataegus castlegarensis J.B.Phipps & R.O'Kennon
- Crataegus caucasica K.Koch
- Crataegus × chersonensis K.I.Chr.
- Crataegus chlorocarpa Lenné & K.Koch – głóg ałtajski, g. złotoowocowy
- Crataegus chlorosarca Maxim. – głóg zielonoowockowy
- Crataegus chrysocarpa Ashe – głóg złotoowockowy
- Crataegus chungtienensis W.W.Sm.
- Crataegus × cispontica Ufimov
- Crataegus clarkei Hook.f.
- Crataegus coccinea L. – głóg szkarłatny, g. szypułkowy
- Crataegus coccinioides Ashe
- Crataegus cognata Sarg.
- Crataegus × cogswellii K.I.Chr. & T.A.Dickinson
- Crataegus coleae Sarg.
- Crataegus × collicola Ashe
- Crataegus collina Chapm.
- Crataegus compacta Sarg.
- Crataegus condigna Beadle
- Crataegus coriifolia Sharifnia & Zarrink.
- Crataegus corusca Sarg.
- Crataegus crus-galli L. – głóg ostrogowaty, g. ostrogowy
- Crataegus cuneata Siebold & Zucc.
- Crataegus cupressocollina J.B.Phipps & R.O'Kennon
- Crataegus cuprina J.B.Phipps
- Crataegus dahurica (Dieck) Koehne – głóg dahurski
- Crataegus delawarensis Sarg.
- Crataegus × desueta Sarg.
- Crataegus dispar Beadle
- Crataegus × disperma Ashe
- Crataegus × dispessa Ashe
- Crataegus distincta Kruschke
- Crataegus dodgei Ashe
- Crataegus douglasii Lindl. – głóg Douglasa
- Crataegus dsungarica Zabel ex Lange – głóg dżungarski
- Crataegus dzhairensis Vassilcz.
- Crataegus enderbyensis J.B.Phipps & R.O'Kennon
- Crataegus erythrocarpa Ashe
- Crataegus erythropoda Ashe
- Crataegus fecunda Sarg. – głóg płodny
- Crataegus ferganensis Pojark.
- Crataegus flabellata (Bosc ex Spach) K.Koch – głóg wachlarzowaty
- Crataegus flava Aiton – głóg żółty
- Crataegus floridana Sarg.
- Crataegus florifera Sarg.
- Crataegus fluviatilis Sarg.
- Crataegus forbesiae Sarg.
- Crataegus × fretalis Sarg.
- Crataegus gattingeri Ashe
- Crataegus gaylussacia A.Heller
- Crataegus germanica (L.) Kuntze – nieszpułka zwyczajna
- Crataegus glareosa Ashe
- Crataegus gracilior J.B.Phipps
- Crataegus granatensis Boiss.
- Crataegus grandifolia J.B.Phipps
- Crataegus greggiana Eggl.
- Crataegus grossidentata Sharifnia & K.I.Chr.
- Crataegus harbisonii Beadle
- Crataegus hatamii Hamzehee, K.I.Chr. & Attar
- Crataegus heldreichii Boiss. – głóg Heldreicha
- Crataegus heterophylloides Pojark. ex K.I.Chr.
- Crataegus hissarica Pojark. – głóg hisarski
- Crataegus holmesiana Ashe – głóg Holmesa
- Crataegus × hudsonica Sarg.
- Crataegus hupehensis Sarg.
- Crataegus × ideae Sarg.
- Crataegus incaedua Sarg.
- Crataegus indicens Ashe
- Crataegus intricata Lange – głóg zakłopotany, g. szkarłatny
- Crataegus iracunda Beadle
- Crataegus irrasa Sarg.
- Crataegus isfajramensis Pachom.
- Crataegus jesupii Sarg.
- Crataegus johnstonii J.B.Phipps
- Crataegus jonesae Sarg.
- Crataegus kansuensis E.H.Wilson – głóg kanzuński
- Crataegus karadaghensis Pojark.
- Crataegus kelloggii Sarg.
- Crataegus × kennedyi Sarg.
- Crataegus khatamsazae Hamzehee, K.I.Chr. & Attar
- Crataegus × killinica K.I.Chr.
- Crataegus × knieskerniana Sarg.
- Crataegus knorringiana Pojark.
- Crataegus kurdistanica Hadac & Chrtek
- Crataegus × kyrtostyla Fingerh.
- Crataegus laciniata Ucria
- Crataegus lacrimata Small
- Crataegus laevigata (Poir.) DC. – głóg dwuszyjkowy
- Crataegus × lambertiana Lange – głóg Lamberta
- Crataegus × laneyi Sarg.
- Crataegus lanuginosa Sarg.
- Crataegus lassa Beadle
- Crataegus latebrosa Sarg.
- Crataegus leonensis E.J.Palmer
- Crataegus longipes Pojark.
- Crataegus lucorum Sarg.
- Crataegus lumaria Ashe
- Crataegus macracantha Lodd. ex Loudon
- Crataegus × macrocarpa Hegetschw. – głóg wielkoowocowy
- Crataegus macrosperma Ashe – głóg wielkonasienny
- Crataegus magniflora Sarg.
- Crataegus × maligna Sarg.
- Crataegus margaretiae Ashe
- Crataegus marshallii Eggl. – głóg Marshalla
- Crataegus maximowiczii C.K.Schneid.
- Crataegus × media Bechst. – głóg pośredni
- Crataegus menandiana Sarg.
- Crataegus mexicana Moc. & Sessé ex DC.
- Crataegus meyeri Pojark. – głóg Meyera
- Crataegus microphylla K.Koch – głóg drobnolistny
- Crataegus mollis (Torr. & A.Gray) Scheele – głóg miękki
- Crataegus monogyna Jacq. – głóg jednoszyjkowy
- Crataegus munda Beadle
- Crataegus nananixonii J.B.Phipps & R.O'Kennon
- Crataegus necopinata Pojark.
- Crataegus nelsonii Eggl.
- Crataegus neobushii Sarg.
- Crataegus nigra Waldst. & Kit. – głóg czarny
- Crataegus × ninae-celottiae K.I.Chr. & T.A.Dickinson
- Crataegus nitida (Engelm. ex Britton & N.E.Br.) Sarg. – głóg błyszczący
- Crataegus nitidula Sarg.
- Crataegus × notha Sarg.
- Crataegus okanaganensis J.B.Phipps & R.O'Kennon
- Crataegus okennonii J.B.Phipps
- Crataegus opaca Hook. & Arn.
- Crataegus opulens Sarg.
- Crataegus orbicularis J.B.Phipps & R.O'Kennon
- Crataegus oreophila Lance
- Crataegus oresbia W.W.Sm.
- Crataegus orientalis Pall. ex M.Bieb. – głóg wschodni
- Crataegus ouachitensis E.J.Palmer
- Crataegus padifolia Sarg.
- Crataegus pallasii Griseb.
- Crataegus pamiroalaica Zaprjagaeva
- Crataegus pearsonii Ashe
- Crataegus × peloponnesiaca Byatt
- Crataegus pennsylvanica Ashe
- Crataegus pentagyna Waldst. & Kit. ex Willd. – głóg pięcioszyjkowy
- Crataegus pequotorum Sarg.
- Crataegus persimilis Sarg. – głóg śliwkolistny
- Crataegus petrodavisii Dönmez
- Crataegus phaenopyrum (L.f.) Medik. – głóg truskawkowy
- Crataegus phippsii O'Kennon
- Crataegus × pilosa Sarg.
- Crataegus pinnatifida Bunge – głóg pierzastosieczny
- Crataegus piperi Britton
- Crataegus pontica K.Koch – głóg pontyjski
- Crataegus populnea Ashe
- Crataegus prona Ashe
- Crataegus pruinosa (H.L.Wendl.) K.Koch – głóg oszroniony
- Crataegus × pseudoazarolus Popov
- Crataegus pseudoheterophylla Pojark.
- Crataegus pseudosanguinea Popov ex Pojark.
- Crataegus × puberis Sarg.
- Crataegus pulcherrima Ashe
- Crataegus punctata Jacq. – głóg cętkowany
- Crataegus purpurella J.B.Phipps & R.O'Kennon
- Crataegus putata Sarg.
- Crataegus pycnoloba Boiss. & Heldr.
- Crataegus ravida Ashe
- Crataegus remotilobata Raikova ex Popov – głóg odlegleklapowany
- Crataegus reverchonii Sarg.
- Crataegus rhipidophylla Gand. – głóg odgiętodziałkowy
- Crataegus rivularis Nutt. – głóg potokowy
- Crataegus rivuloadamensis J.B.Phipps & R.O'Kennon
- Crataegus rivulopugnensis J.B.Phipps & R.O'Kennon
- Crataegus roribacca Ashe
- Crataegus rosei Eggl.
- Crataegus rubribracteolata J.B.Phipps & R.O'Kennon
- Crataegus × rubrinervis Lange – głóg czerwonożyłkowy
- Crataegus × rubrocarnea Sarg.
- Crataegus × rufula Sarg.
- Crataegus × rupicola Sarg.
- Crataegus × ruscinonensis Gren. & Blanc
- Crataegus russanovii Cinovskis
- Crataegus sakranensis Hadac & Chrtek
- Crataegus saligna Greene
- Crataegus sanguinea Pall. – głóg krwisty, g. syberyjski
- Crataegus sargentii Beadle – głóg Sargenta
- Crataegus scabrida Sarg. – głóg szorstki
- Crataegus scabrifolia (Franch.) Rehder
- Crataegus schuettei Ashe
- Crataegus senta Beadle
- Crataegus shandongensis F.Z.Li & W.D.Peng
- Crataegus sheila-phippsiae J.B.Phipps & R.O'Kennon
- Crataegus shensiensis Pojark.
- Crataegus shinnersii Kruschke
- Crataegus shuswapensis J.B.Phipps & R.O'Kennon
- Crataegus sicca Sarg.
- Crataegus silvestris Sarg.
- Crataegus × simulata Sarg.
- Crataegus × sinaica Boiss.
- Crataegus songarica K.Koch – głóg songarski
- Crataegus spathulata Michx. – głóg drobnoowockowy, g. łopatkowaty
- Crataegus × spatiosa Sarg.
- Crataegus spes-aestatum J.B.Phipps
- Crataegus sphaenophylla Pojark.
- Crataegus spissa Sarg.
- Crataegus × stenosepala Sarg.
- Crataegus ×subsphaericea Gand. – głóg nierównoząbkowy
- Crataegus stevenii Pojark.
- Crataegus subheterophylla P.D.Sell
- Crataegus submollis Sarg. – głóg miękki, g. miękkawy
- Crataegus suborbiculata Sarg. – głóg okrągławy
- Crataegus succulenta Schrad. ex Link – głóg soczysty
- Crataegus sulfurea J.B.Phipps
- Crataegus talyschensis Pojark. ex Ufimov
- Crataegus tanacetifolia (Poir.) Pers. – głóg wrotyczowy
- Crataegus tanuphylla Sarg.
- Crataegus tenuior J.B.Phipps
- Crataegus texana Buckley
- Crataegus theodori Essenova
- Crataegus thermopegaea E.J.Palmer
- Crataegus tianschanica Pojark.
- Crataegus tinctoria Ashe
- Crataegus tkatschenkoi K.I.Chr.
- Crataegus tracyi Ashe ex Eggl.
- Crataegus triflora Chapm.
- Crataegus turkestanica Pojark. – głóg turkiestański
- Crataegus turnerorum Enquist
- Crataegus tzvelevii Ufimov
- Crataegus umbratilis Sarg.
- Crataegus uniflora Münchh. – głóg jednokwiatowy
- Crataegus ursopedensis J.B.Phipps & R.O'Kennon
- Crataegus × vailiae Britton
- Crataegus vegeta Sarg.
- Crataegus venusta Beadle – głóg powabny
- Crataegus viridis L. – głóg zielony
- Crataegus wattiana Hemsl. & Lace – głóg Watta
- Crataegus whitakeri Sarg.
- Crataegus wilsonii Sarg. – głóg Wilsona
- Crataegus wootoniana Eggl.
- Crataegus yaltirikii Dönmez
- Crataegus × yosgatica K.I.Chr.
- Crataegus × zangezura Pojark. – głóg zangezurski